# Castello di Poppiano
Il castello di Poppiano si trova a Poppiano, Montespertoli.

## Storia e descrizione
Nel medioevo Poppiano faceva parte del sistema di difesa di Firenze, circondato da un triplice giro di mura, su un poggio dotato di terrazza naturale panoramica. Fu costruito circa dopo l'anno Mille ed è citato almeno dal 1199, quando apparteneva già ai Guicciardini, tuttora proprietari. Il nome deriva forse dalla gens romana Papia o Poppea. Nel 1359 vi si accampò Giovanni Acuto, di ritorno dalla battaglia di Fosso Armonico. Di proprietà dei Guicciardini da nove secoli, fu danneggiato durante l'assedio di Firenze del 1529 (come ricorda l'allora proprietario Francesco Guicciardini) e venne trasformato in villa nel Settecento e radicalmente ristrutturato in stile neogotico nell'Ottocento, dopo un terremoto nel 1812. Il restauro si basò su disegni delle proprietà Guicciardini in altre residenze della famiglia tra val di Pesa e val d'Elsa, secondo la moda settecentesca.
Il castello, situato su un'altura e circondato dall'antico borgo, ha una forma a "L", con un torrino nell'intersezione dei corpi di fabbrica. Il primo piano, merlato, venne realizzato nell'Ottocento, in stile neogotico. Vi si accede da una scala in pietra, sul lato sud.
La cappella della villa, nel piazzale antistante alla villa, risalente al 1930, conserva all'altare una tela con la Gloria di San Nicola di Bari dipinta nel 1640 da Giovanni Martinelli per il conte Francesco di Gualtierotto Guicciardini, di nuova essenzialità rispetto al suo precedente più romano caravaggismo, giocata su toni grigio azzurri ricchi di sfumature e nella quale la figura del santo presenta uno scorcio analogo a quello del suo affresco nell'oratorio dei Vanchetoni.
Sotto il terrapieno della terrazza si trova una piccola limonaia.